# Casbia oenias
Casbia oenias là một loài bướm đêm trong họ Geometridae.